# Souïmenkoul Tchokmorov
Souïmenkoul Tchokmorov (en russe : Суйменкул Чокмо́ров), né le 9 novembre 1939 au Kirghizistan dans le village de Tchon-Tach et mort le 26 septembre 1992 à Bichkek, est un acteur de cinéma soviétique d'origine kirghize. Artiste du peuple de l'URSS en 1981, surnommé le samouraï rouge par la critique, il a été comparé à Toshirō Mifune pour sa capacité à révéler toute la profondeur du personnage avec un minimum de mimique.

## Biographie
Souïmenkoul Tchokmorov nait dans le village de Tchon-Tach dans la province de Tchouï alors dans la République socialiste soviétique kirghize. Il a sept frères et trois sœurs.
Il est diplômé du collège des beaux-arts de Bichkek (1953-1958), puis étudie la peinture à l'Institut de peinture, de sculpture et d'architecture Ilia Répine de Leningrad, et en sort diplômé en 1964. Il enseigne la peinture en 1964-1967, puis devient acteur des studios Kirghizfilm où il débute avec un rôle principal dans le drame Coup de feu au col de Karash de Bolotbek Chamchiev tiré du livre de Moukhtar Aouézov L'incident sur Kara-Karash.
Il devient membre du PCUS en 1975. On lui attribue le prix d’État de la RSS kirghize en 1980 et le titre d'artiste du peuple en 1981.
En 1977, il fait partie du jury du 10e festival international du film de Moscou.
Mort le 26 septembre 1992, Souïmenkoul Tchokmorov est enterré au cimetière d'Ala Archa de Bichkek.

## Filmographie partielle
- 1968 : Coup de feu au col de Karash (Выстрел на перевале Караш, Vystrel na perevale Karash) de Bolotbek Chamchiev : Bakhtygul
- 1968 : Djamilia (Джамиля) d'Irina Poplavskaïa et Sergueï Ioutkevitch : Danïiar
- 1975 : Dersou Ouzala d'Akira Kurosawa : Tchjan-Bao
- 1983 : Trou de loup (Волчья яма) de Bolotbek Chamchiev : colonel Tourabaev

## Honneurs
- Prix du Komsomol (1972)
- Ordre de l'Insigne d'honneur (1981)
- Artiste du peuple de l'URSS (1981)

### Source de la traduction
- (en) Cet article est partiellement ou en totalité issu de l’article de Wikipédia en anglais intitulé « Suimenkul Chokmorov » (voir la liste des auteurs).